# Broșteni (Vrancea)
Broşteni é uma comuna romena localizada no distrito de Vrancea, na região de Moldávia. A comuna possui uma área de 37.13 km² e sua população era de 2259 habitantes segundo o censo de 2007.